# 網脊粉蝨
網脊粉蝨（学名：Rhachisphora reticulata）为粉蝨科脊粉蝨屬下的一个种。